# Calamaria butonensis
Calamaria butonensis är en ormart som beskrevs av Howard och Gillespie 2007. Calamaria butonensis ingår i släktet Calamaria och familjen snokar. Inga underarter finns listade.
Arten förekommer på Sulawesi. Honor lägger ägg.